# Crypton Future Media
Crypton Future Media, Inc. (クリプトン・フューチャー・メディア株式会社 Kuriputon Fyūchā Media Kabushiki gaisha), thường gọi là Crypton là một công ty truyền thông Nhật Bản có trụ sở tại Sapporo. Công ty chuyên phát triển, nhập khẩu và bán các sản phẩm âm nhạc, chẳng hạn như phần mềm máy phát âm thanh, đĩa CD và DVD lấy mẫu, và hiệu ứng âm thanh và các thư viện nhạc nền. Công ty cũng cung cấp các dịch vụ mua sắm trực tuyến, cộng đồng trực tuyến, và di động.

## Tổng quan
Crypton bắt đầu kinh doanh nhập khẩu các sản phẩm âm nhạc vào năm 1995, và sau đó đã tham gia vào sự phát triển, nhập khẩu, và bán các đĩa CD và DVD lấy mẫu, hiệu ứng âm thanh và các thư viện âm nhạc nền, và các ứng dụng tổng hợp âm nhạc. Là đối tác kinh doanh chính của các cửa hàng nhạc cụ, cửa hàng máy tính, và các nhà phân phối phần mềm.
Công ty đã được cấp phép để tổ chức các phần mềm sau:
- Xuất bản trò chơi, chẳng hạn như Konami, Sega, Sony Computer Entertainment, Namco, và Nintendo
- Phương tiện truyền thông công cộng và tư nhân phát thanh truyền hình (TV, đài phát thanh, và truyền hình cáp), chẳng hạn như NHK.
- Phần mềm máy tính và phần cứng các công ty như Apple Inc., Dell và Microsoft, các nhà sản xuất nhạc cụ, như Roland và Yamaha.
- Tổ chức công cộng, chẳng hạn như chính quyền địa phương, Bộ Quốc phòng và Bộ Giáo dục, Văn hóa, Thể thao, Khoa học và Công nghệ, các tổ chức giáo dục, như trường trung học, đại học và các trường dạy nghề.

Crypton cũng điều hành một số trang web di động Nhật Bản, chủ yếu là cho i-mode của NTT DoCoMo, EZweb của au by KDDI, và Yahoo!, Keitai của SoftBank Mobile, để phân phối nhạc chuông, hiệu ứng âm thanh và nhạc chuông bằng giọng nói (chaku-giọng nói), bao gồm:
- Hatsune Miku Mobile (初音ミクモバイル) (Tiếng Nhật)
- Pocket Sound Effect Pro (ポケット効果音Pro) (Tiếng Nhật)
- Mazeteyo Nama Voice (まぜてよ☆生ボイス) (Tiếng Nhật)

Crypton nhập khẩu sản phẩm từ hơn 50 nhà cung cấp quốc tế có trụ sở tại Áo, Canada, Đan Mạch, Pháp, Đức, Hungary, Ý, Nga, Nam Phi, Hàn Quốc, Thụy Điển, Thụy Sĩ, Vương quốc Anh và Hoa Kỳ.
Trong năm 2010, Crypton Future Media đã được xếp vị trí thứ một trong số công ty cho phần mềm âm thanh liên quan đến việc đưa một phần 21,4% của thị trường cho sản phẩm của họ có liên quan.

## Sản phẩm và dịch vụ Vocaloid
Crypton được biết đến với sản xuất và bán các phần mềm tổng hợp giọng nói cho máy tính âm nhạc. sản phẩm của công ty sử dụng động cơ tổng hợp ca hát Vocaloid phát triển bởi Yamaha. Họ cũng đã tìm và liên hệ English Studios để được khuyến nghị cho các phiên bản tiếng Anh của phần mềm Vocaloid. Công ty phát hành Meiko vào năm 2004 và Kaito vào năm 2006. Công ty sau đó ra mắt Vocaloid đầu tiên được phát triển bởi họ, và thành viên của các nhân vật chính thức Vocal series, Hatsune Miku sử dụng các động cơ nâng cấp Vocaloid 2. Sự thành công của Hatsune Miku voicebank tại Nhật Bản (và sau này trong các nước khác) nâng cổ phiếu của Crypton lên rất nhiều. Nhân vật thứ hai của Vocal Series là Kagamine Rin và Len và thứ ba Megurine Luka. Bởi vì sự phổ biến của các Vocaloid lớn, Crypton ra mắt trang web Piapro để tải nội dung fan-made và nhãn hiệu âm nhạc riêng của mình KarenT để bán các bài hát Vocaloid.

### Vocaloid
Kaito là người duy nhất được sử dụng động cơ 1.1 Vocaloid. Trước đó cũng có những Vocaoid 1.1 như anh được bán nhưng anh cần thêm Vocaloid 1.1.2 để làm việc trên các công cụ Vocaloid 1.0. Một miếng vá đã được phát hành để cập nhật tất cả các động cơ Vocaloid để Vocaloid 1.1.2, thêm tính năng mới cho phần mềm, mặc dù có sự khác biệt giữa kết quả đầu ra của động cơ. Mặc dù Kaito và Meiko đã hát bằng cách sử ngữ âm tiếng Nhật nhưng giao diện chính là bằng văn bản sử dụng tiếng Anh cho cả tiếng Anh và Vocaloid tiếng Nhật. Do sự thành công của việc đặt một nhân vật trên hộp nghệ thuật của Meiko, các khái niệm đã được chuyển sang người kế nhiệm Kaito và sau Vocaloid để khuyến khích sự sáng tạo, tuy nhiên không phải Vocaloid hộp nghệ thuật ban đầu đã có ý định để đại diện cho rằng Vocaloid. Các sản phẩm Meiko được bán tốt nhưng Kaito là người duy nhất ban đầu thất bại thương mại, gây ít nhu cầu cho giọng nam trong một thời gian sau khi phát hành ban đầu. Nhưng trong đợt bán cuối cùng, Kaito đoạt vị trí thứ 2 trong Nico Nico Douga, Top giải thưởng sản phẩm bán năm 2008. Meiko và Kaito được báo cáo trong cuộc thảo luận với một bản cập nhật. Tháng 4 năm 2011, công ty xác nhận 6 giọng nói biểu hiện cho Kaito. Các nhân vật Vocal (Hatsune Miku, Kagamine Rin / Len và Megurine Luka) series gắn thêm đã được tạo ra từ các buổi biểu diễn thanh nhạc của các nhà cung cấp giọng nói của họ, tuy nhiên Kaito mới được tạo ra bằng cách thêm vào echo, hiệu lực và căng thẳng cho các mẫu.
| Sản phẩm  | Ngôn ngữ   | Giới tính | Lồng tiếng  | Ngày phát hành |
| --------- | ---------- | --------- | ----------- | -------------- |
| Meiko[16] | Tiếng Nhật | Nữ        | Meiko Haigō | 05/11/2004     |
| Kaito[17] | Tiếng Nhật | Nam       | Naoto Fūga  | 17/02/2006     |

### Vocaloid 2
Crypton phát hành Hatsune Miku, ngày 31 tháng Tám, năm 2007. Nhân vật thứ hai của Vocal Series là Kagamine Len và Kagamine Rin, một nam và nữ được phát hành vào ngày 27 tháng 12, năm 2007. Ngày 18 tháng 7 năm 2008, những cập nhật phiên bản của Kagamine Rin và Len, tên là "act2" đã được phát hành. Đối với người dùng đã mua các phiên bản cũ đã được cho phép để có được phiên bản mới miễn phí. Vào ngày 18 tháng 6 năm 2008, bài hát trình diễn beta sử dụng phiên bản mới đã được phát hành trên blog chính thức của công ty. Crypton Future Media hiện đã nghỉ bán Kagamine cũ và bây giờ không còn có thể mua phần mềm đó từ họ.Các sản phẩm thứ ba của nhân vật Krypton của Vocal Series là Megurine Luka, là song ngữ Vocaloid đầu tiên. Ngày 30 tháng 4 năm 2010, một phiên bản cập nhật của Miku gọi là Hatsune Miku Append được phát hành có chứa một gói sáu tông màu khác nhau của giọng nói của Miku: Soft (nhẹ nhàng, giọng nói tinh tế), Sweet (trẻ, giọng chibi), Dark (trưởng thành, heartbroken- như giọng nói), Vivid (sáng, giọng vui vẻ), rắn (to, giọng nói rõ ràng), và ánh sáng (vô tội, giọng trên trời). Crypton Future Media cũng phát hành Kagamine Rin / Len Append vào ngày 27 Tháng 12 năm 2010.
| Sản phẩm                      | Giới tính              | Ngôn ngữ                | Diễn viên lồng tiếng | Ngày phát hành |
| ----------------------------- | ---------------------- | ----------------------- | -------------------- | -------------- |
| Hatsune Miku (CV01)           | - Nữ                   | Tiếng Nhật              | Saki Fujita          | 31/08/2007     |
| Hatsune Miku Append           | - Nữ                   | Tiếng Nhật              | Saki Fujita          | 30/04/2010     |
| Kagamine Rin/Len (CV02) Act 2 | - Nữ (Rin) - Nam (Len) | Tiếng Nhật              | Asami Shimoda        | 27/12/2007     |
| Kagamine Rin/Len (CV02        | - Nữ (Rin) - Nam (Len) | Tiếng Nhật              | Asami Shimoda        | 18/07/2008     |
| Kagamine Rin/Len Append       | - Nữ (Rin) - Nam (Len) | Tiếng Nhật              | Asami Shimoda        | 27/12/2010     |
| Megurine Luka (CV03           | - Nữ                   | Tiếng Nhật và tiếng Anh | Yū Asakawa           | 30/01/2009     |